# Януш Радзивілл (гетьман)
Януш Радзивілл (пол. Janusz Radziwiłł, біл. Януш Радзівіл, лит. Jonušas Radvila; 2 / 12 грудня 1612, Попеляни — 31 грудня 1655, Тикоцін) — князь, державний і військовий діяч. Воєвода віленський (1653–1655), великий гетьман Литовський (1654–1655), польний гетьман литовський (1646—1654) з роду Радзивіллів.

## Біографія

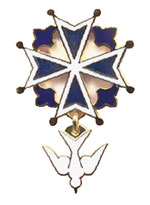
Символ (знак) кальвіністів

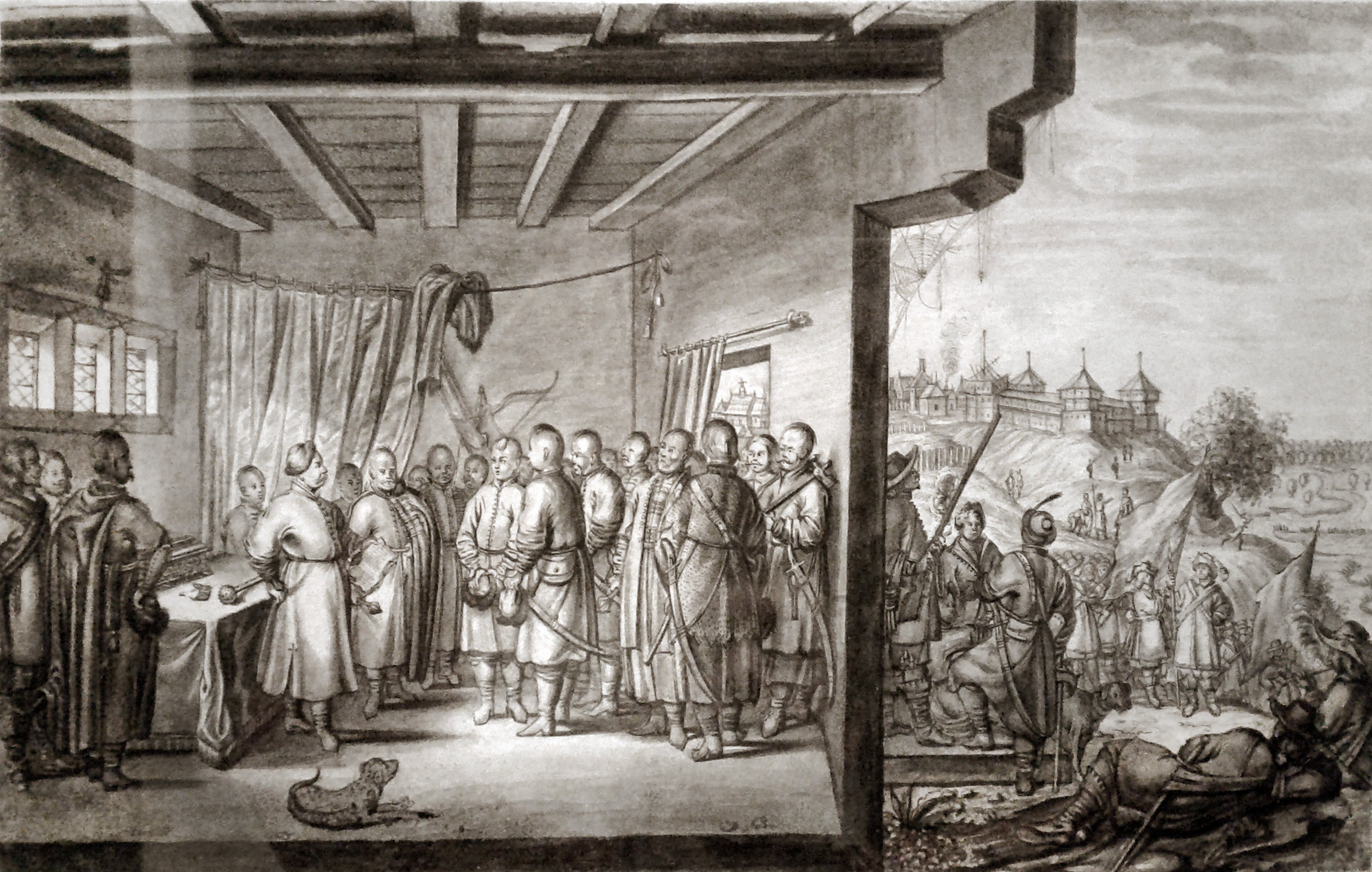
Абрагам ван Вестерфельд. Зустріч Янушем Радзивіллом посланців Богдана Хмельницького

Дитячі роки пройшли в батьківських маєтках у Попелі, Віжунах, Біржаї чи Койданові, серед вчителів був Адам Расовський — вчитель кальвінської школи в Біржаї. У 1624 році навчали вибрані батьком вчителі в Попелі. Після виповнення 13 років батько відправив до утвореної Слуцької гімназії під опіку охмістра Олбрихта Дембовського. В 1628 p. батько забрав зі Слуцька, визнав повнолітнім перед Трибуналом у Вільному, відправив під опікою Александра Пшипковського та О. Дембовського за кордон. Навчався в університетах Лейпциґа (Німеччина), Лейдена (Голландія). Був прихильником кальвінізму, який поширював у своїх володіннях. 1632 року король Владислав IV Ваза призначив Януша Радзивілла послом Речі Посполитої в Англії та Голландії.
Після повернення у жовтні 1633 р. брав участь у війнах з Туреччиною та Московським царством (10 листопада був у Смоленську), командував власною піхотою та коругвою гусарів біля полків Зигмунта Радзивілла та Миколая Абрамовича. По війні як підкоморій ВКЛ постійно перебував біля короля, виконуючи обов'язки великого коронного підкоморія за його відсутності. Батько надалі мав наміри оженити його з представницею королівської родини (намагався зашлюбити Ельжбету — воєводичку рейнську). В червні 1637 ледь не відбулась дуель між ним та підкоморієм коронним Адамом Казановським на релігійному ґрунті; завадили Ельжбета Казановська, королевич Ян Казімєж помирив суперників. Незважаючи на цей та інші конфлікти, залишався серед улюбленців короля Владислава IV Вази.
Під час візиту до сандомирської воєводини Марії Фірлей з Могил закохався в її доньку Катажину, відому вродою. Через це мав конфлікти з іншими кавалерами, батько не дуже хотів шлюбу з не надто багатою ймовірною невісткою (єдиний поважний посаг — Казімєзьке староство, над Віслою біля Варшави), до того ж ревною католичкою. Сватом попросив бути канцлера литовського Албрехта Станіслава Радзивілла, який, як виявилось, також домагався руки Катажини. Через це Я. Радзивілл звернувся безпосередньо до Марії Фірлей; отримавши певні надії — до короля і його родини, переконав його викликати Марію Фірлей до себе. Там королева та королівна Анна Катажина переконували Марію Фірлей про вигоди з шлюбу (Я. Радзивілл в майбутньому мав отримати надання від короля та спадок батька). Після вагань М. Фірлей погодилась; це не зіпсувало стосунки між ним та А. С. Радзивіллом.
Незважаючи на конфлікти з батьком, знаходив спільну мову з ним, захищаючи інтереси кальвіністів у ВКЛ. Під час похорону А. Пшипковського в лютому 1640 наказав своїй піхоті стріляти в напрямку кляштору домініканців, які потім домагались виселення Я. Р. Декрет суду сеймового від 26 травня 1640 наказав перенести кальвінський збір за мури Вільного.
Після смерті батька під тиском дружини звільняв з роботи кальвіністів (звільнені знайшли роботу в Богуслава Радзивілла), аріянів, набирав на роботу католиків.
З 1643 р. шукав дружину серед представниць пануючих родин; на кандидатуру доньки Васілє Лупула йому вказав король.
3 1646 року гетьман польний литовський. Після смерті Владислава IV збільшив вплив у ВКЛ, зокрема, сенатори у Вільнюсі ухвалили рішення про надання під його командування 6000-го війська коштом скарбниці ВКЛ. Під час виборів короля підтримував кандидатуру Сигізмунда Ракоці; ненавидів короля Яна Казимира.
1647 року Ольбрахт-Станіслав Радзивілл захищав його на сеймі, що не дозволило розпочати проти нього судовий процес. У 1648 мав конфлікт з Ольбрахтом Станіславом Радзивіллом, дозволив своєму війську сплюндрувати Пінське староство останнього.
У роки національно-визвольної війни під проводом Богдана Хмельницького 1648–1657 рр. очолював шляхетські війська на землях Литви та Білорусі. В січні 1649 сам з власним військом вирушив на штурм Мозиря (здобув), 22 лютого переконав міщан Бобруйська здатись. Гетьман Б. Хмельницький у листі до Я. Радзивілла взимку 1649 писав, що у випадку продовження катувань повстанців він віддасть наказ посадити на палю 400 полонених шляхтичів, про що повідомив учасників «козацької комісії» на чолі з Адамом Киселем під час перемовин у Переяславі в лютому 1649 року.
Переміг українське військо 1649 року у Битві під Лоєвом. 1651 року війська Януша Радзивілла захопили Київ, де в той час спалахнула пожежа, причини якої нез'ясовані. У серпні 1654 року переміг частини московських військ у Битві на річці Шкловці. 1654 року його загони зазнали поразки у боях проти об'єднаного українсько-московського війська.
Під час Потопу виступив проти Польщі. Підтримував шведського короля Карла Х Густава, гетьмана Богдана Хмельницького та інших союзників у боротьбі з королем Польщі Яном II Казимиром. 1655 року керував безуспішною обороною Вільнюсу від московських військ, після падіння міста втік до Кедайняї, де уклав зі шведським королем Карлом Х Густавом так звану Кейданську унію.
Мав плани створити та очолити самостійне Литовське князівство; більша частина шляхти не підтримала задуму, багато прихильників покинули його.
Помер несподівано вночі на 31 грудня (підозрювали отруєння, бо на тілі з'явились плями) під час облоги Тикоціна польсько-литовськими військами. Тіло було вивезене із замку після здобуття його Павлом Сапєгою у 1657 р. до маєтку у Сільці під Берестям, де було сховане. 27 грудня 1668 р. Богуслав Радзивілл у заповіті вказував про необхідність «тихого» перепоховання Я. Р.: стару труну вкласти у нову, перевезти до кальвінського збору в Койданові, що було тихо зроблено виконавцями волі померлого.

### Родина
Був одружений двічі. Перша дружина — Катажина (Катерина) з Потоцьких (батько — генеральний староста Стефан Потоцький, шлюб 1638 р., померла 10 лютого 1643 р.). Шлюб — вересень 1638 р., молода дружина мала великий вплив на чоловіка. Діти:
- Анна Марія (1640–1667) дружина князя Богуслава Радзивілла (1620–1669, свого двоюрідного стрийка), матір княжни Людовика Кароліни; під час хрещення в Яшунах у березні 1640 між захмелілим Я. Р. та його батьком відбувся конфлікт.[8] Була похована урочисто у катедрі Вільнюса (8-10 лютого 1642 р.)[2]
- Христофор (Кшиштоф).

Друга дружина — Марія Лупул (шлюб 1645 р.), донька молдавського господаря Василя Лупула; шлюб бездітний.

## Зображення

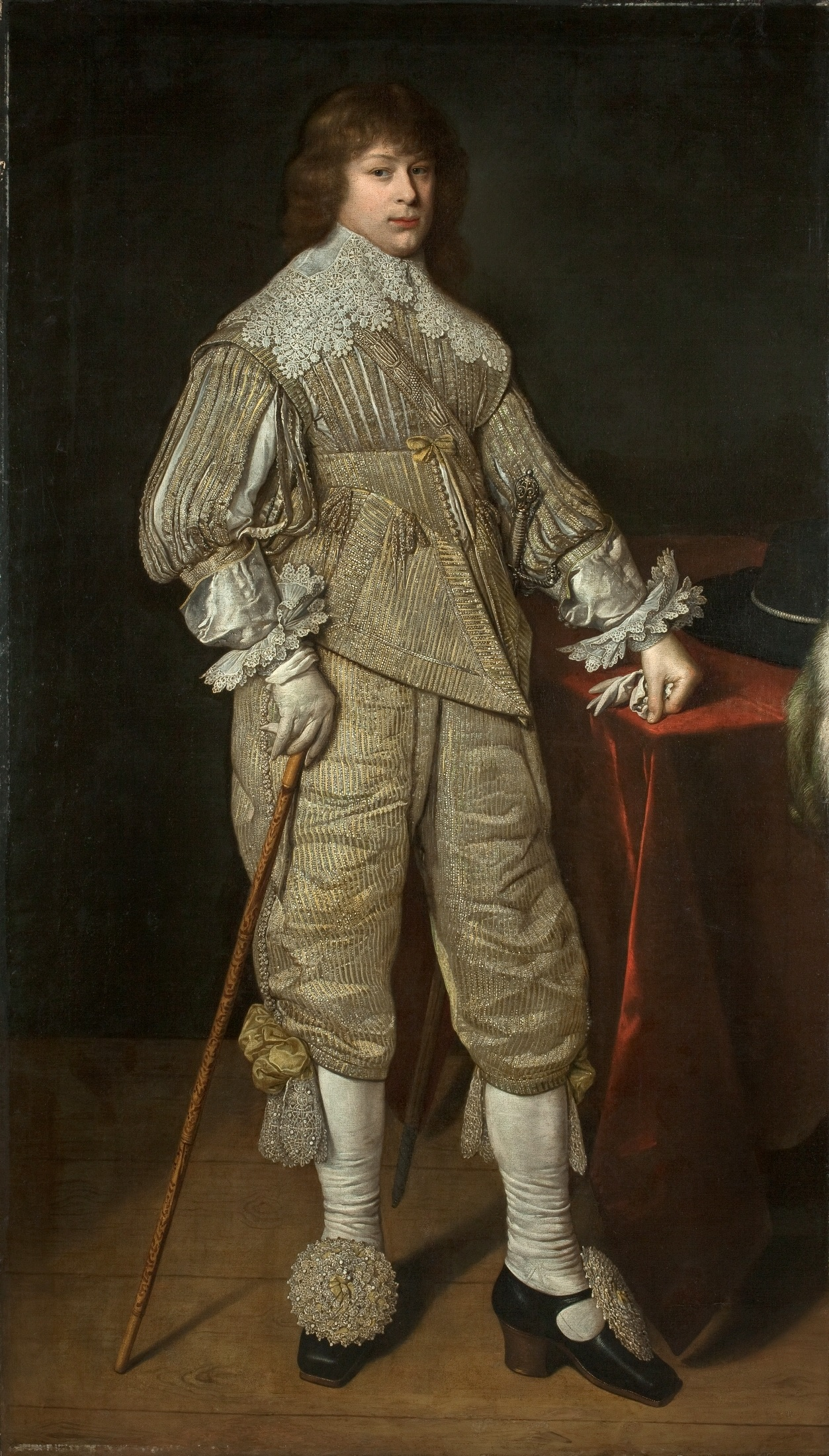
Януш 1632
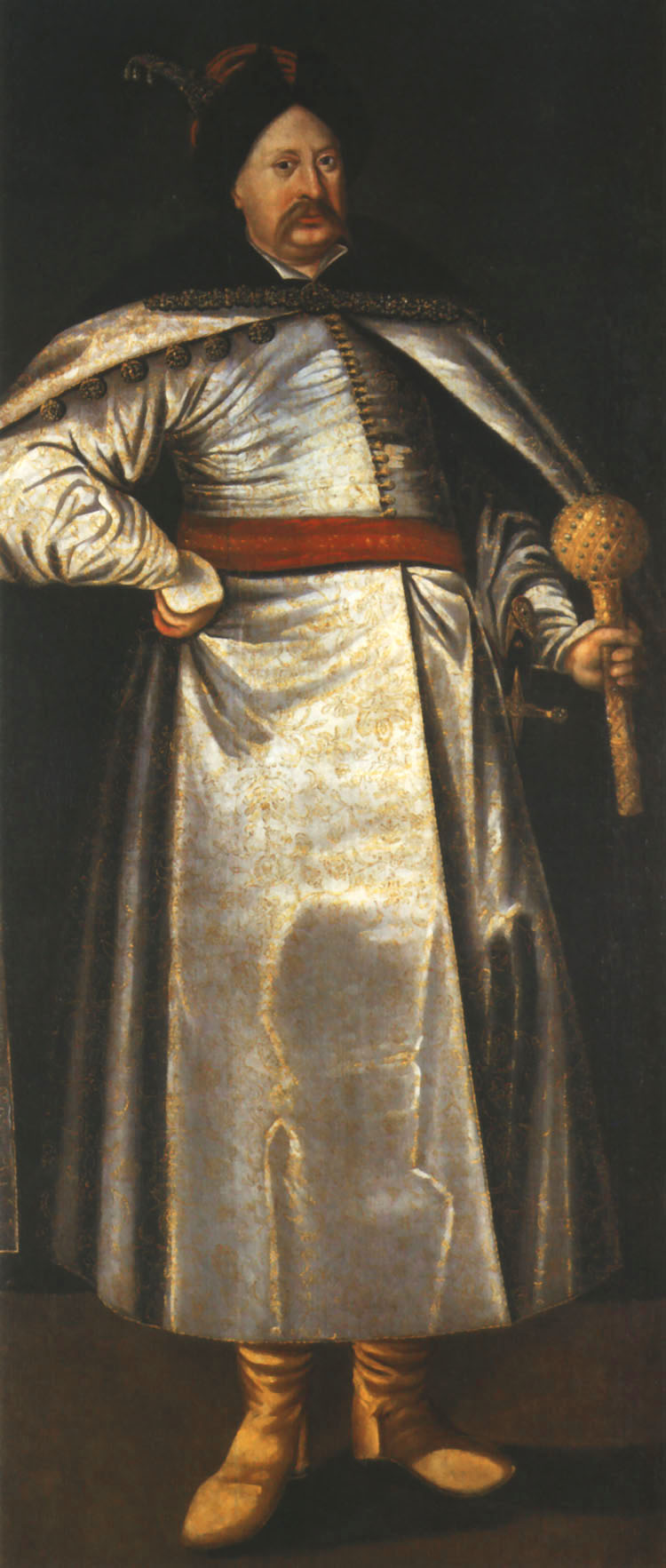
Януш 1654
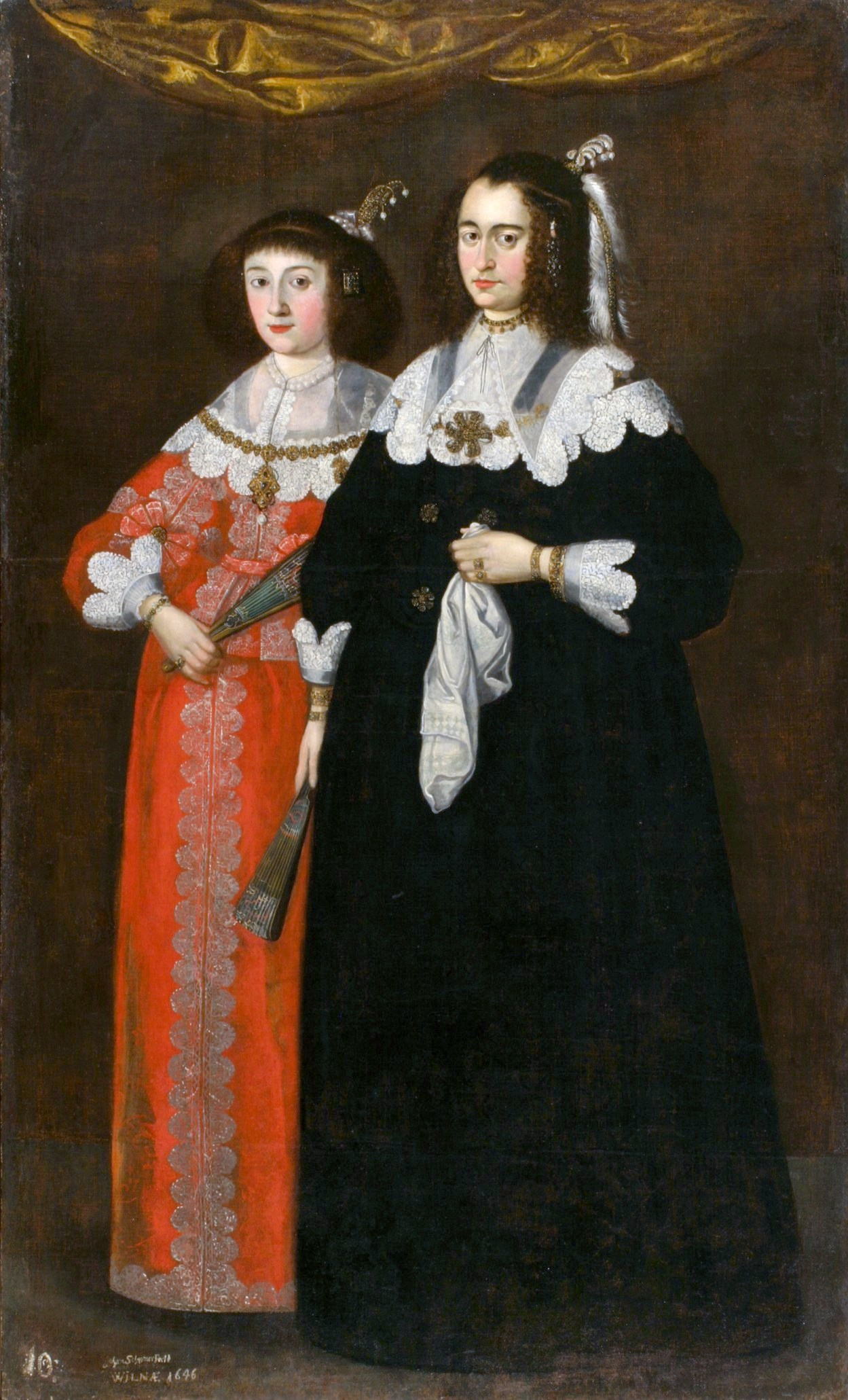
Портрет двох дружин Януша Радзивілла, 1640-ві роки.
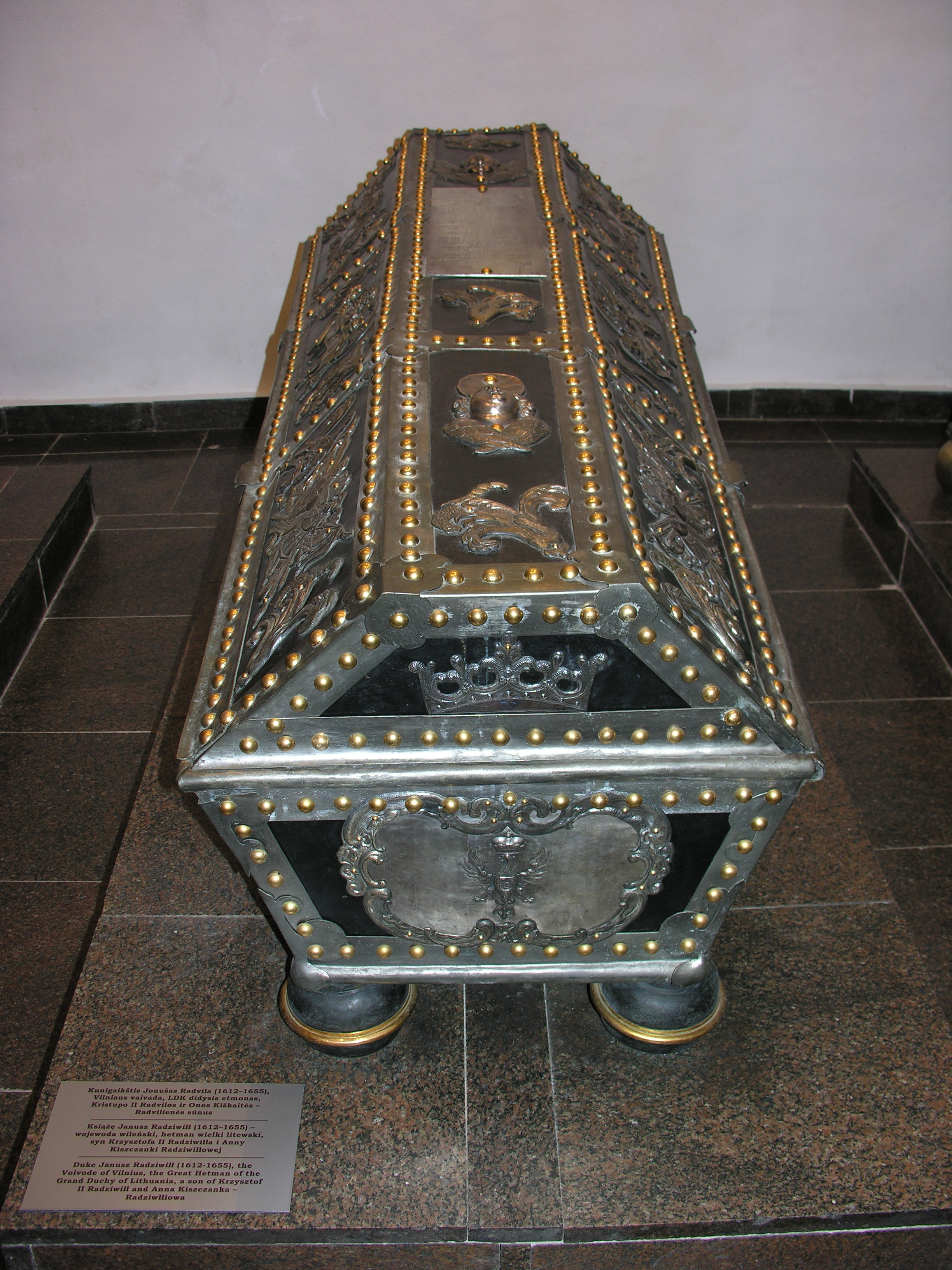
Труна з останками Януша Радзивілла